# کرست‌وود (ایلینوی)
کرست‌وود (به انگلیسی: Crestwood) یک روستا در ایالات متحده آمریکا است که در شهرستان کوک (ایلینوی) قرار دارد. کرست‌وود ۷٫۹۷ کیلومتر مربع مساحت و ۱۰٬۹۵۰ نفر جمعیت دارد.